# 東庫珀鎮區 (堪薩斯州斯塔福德縣)
東庫珀鎮區（英語：East Cooper Township）為美國堪薩斯州斯塔福德縣轄下的鎮區。2010年美国人口普查中此鎮區人口有49人。

## 地理
東庫珀鎮區涵蓋總面積為93.1平方（35.94平方英里），其中陸地面積為92.4平方（35.67平方英里），水域面積為0.70平方（0.27平方英里）或0.75%。

## 人口統計
根據2010年美國人口普查，東庫珀鎮區人口有49人，其中男性有27人，女性有22人，人口密度為每平方公里0.53人，住房計27戶。鎮區內的白人有49人，非裔美國人有0人，美洲原住民有0人，亞裔美國人有0人，太平洋島裔美國人有0人，其他種族有0人，混血種族則有0人。此外鎮區內有0人為西班牙裔或拉丁裔美國人。此鎮區之年齡中位數為47.8歲，而男性年齡中位數為49.5歲，女性年齡中位數為42.5歲。